# Tania Tupu
Tania Tupu (28 de dezembro de 1973) é uma basquetebolista neozelandesa.

## Carreira
Tania Tupu integrou a Seleção Neozelandesa de Basquetebol Feminino em Atenas 2004, terminando na oitava posição.